# NGC 7180
NGC 7180 је лентикуларна галаксија у сазвежђу Водолија која се налази на NGC листи објеката дубоког неба.
Деклинација објекта је - 20° 32' 52" а ректасцензија 22h 2m 18,5s. Привидна величина (магнитуда) објекта NGC 7180 износи 12,6 а фотографска магнитуда 13,6. Налази се на удаљености од 19,700 милиона парсека од Сунца. NGC 7180 је још познат и под ознакама ESO 601-6, MCG -4-52-8, PGC 67890.